# Чучунов, Леонид Геннадьевич
Леонид Геннадьевич Чучунов (27 декабря 1974, с. Маткечик, Бейский район, Хакасская автономная область, Красноярский край, РСФСР, СССР) — российский борец вольного стиля, призёр чемпионатов Европы, обладатель Кубка мира в команде, многократный чемпион России, участник Олимпийских игр в Сиднее. Мастер спорта России международного класса.

## Карьера
В 1984 году окончил начальную школу в родном селе Маткечик Бейского района и поступил в Национальную школу им. 
Николая Катанова в Абакане, где стал заниматься вольной борьбой его первым тренером был Иннокентий Тюмереков. Победа на Чемпионате России в январе 2000 года в Санкт-Петербурге дала ему путёвку на Олимпийские игры. В августе 2000 года Чучунов в составе сборной России участвовал в летних Олимпийских играх в Сиднее. Первую схватку он проиграл украинцу Александру Захаруку со счётом 3:0, вторую схватку выиграл у Ивана Цонова из Болгарии 4:0, в итоге занял 12 место. В сборной команде России с 1997 по 2002 год. Завершил спортивную карьеру в 2002 году.

## Спортивные результаты
- Чемпионат России по вольной борьбе 1997 — ;
- Кубок мира по вольной борьбе 1997 — ;
- Кубок мира по вольной борьбе 1997 (команда) — ;
- Игры доброй воли 1998 — 5;
- Игры доброй воли 1998 (команда) — ;
- Кубок мира по вольной борьбе 1998 — ;
- Кубок мира по вольной борьбе 1998 (команда) — ;
- Чемпионат России по вольной борьбе 1999 — ;
- Чемпионат Европы по борьбе 1999 — ;
- Чемпионат России по вольной борьбе 2000 — ;
- Чемпионат Европы по борьбе 2000 — ;
- Олимпийские игры 2000 — 12;
- Чемпионат России по вольной борьбе 2001 — ;
- Чемпионат России по вольной борьбе 2002 — ;

## Награды
- Почётная грамота Президиума Верховного совета Республики Хакасия «За высокие спортивные достижения в чемпионате России по вольной борьбе», «За успешное выступление на чемпионате Европы по вольной борьбе»;
- Почётная грамота Государственного комитета по физической культуре и спорту Республики Хакасия «Лучший спортсмен Республики Хакасия по итогам 1997 года»,
- «Мастер спорта международного класса по вольной борьбе за многолетние и успешные выступления на Всероссийских и международных соревнованиях»;
- Медаль, учреждённой Президентом России Д. Медведевым
- Медаль «В память 30-летия Игр XXII Олимпиады 1980 года в г. Москве»;
- Премия Председателя Правительства Республики Хакасия в номинации «Работающая молодёжь в спорте»